# Neoathyreus lanei
Neoathyreus lanei is een keversoort uit de familie cognackevers (Bolboceratidae). De wetenschappelijke naam van de soort werd in 1952 gepubliceerd door Antonio Martínez.